# Мисс Вселенная 1980
Мисс Вселенная 1980 (англ. Miss Universe 1980) — 29-й ежегодный конкурс красоты, который проводился 8 июля 1980 года в Sejong Center (Сеул, Южная Корея). За победу на нём соревновалось 69 претенденток. Победительницей стала представительница США, 20-летняя Шон Уэтерли.

## Результаты

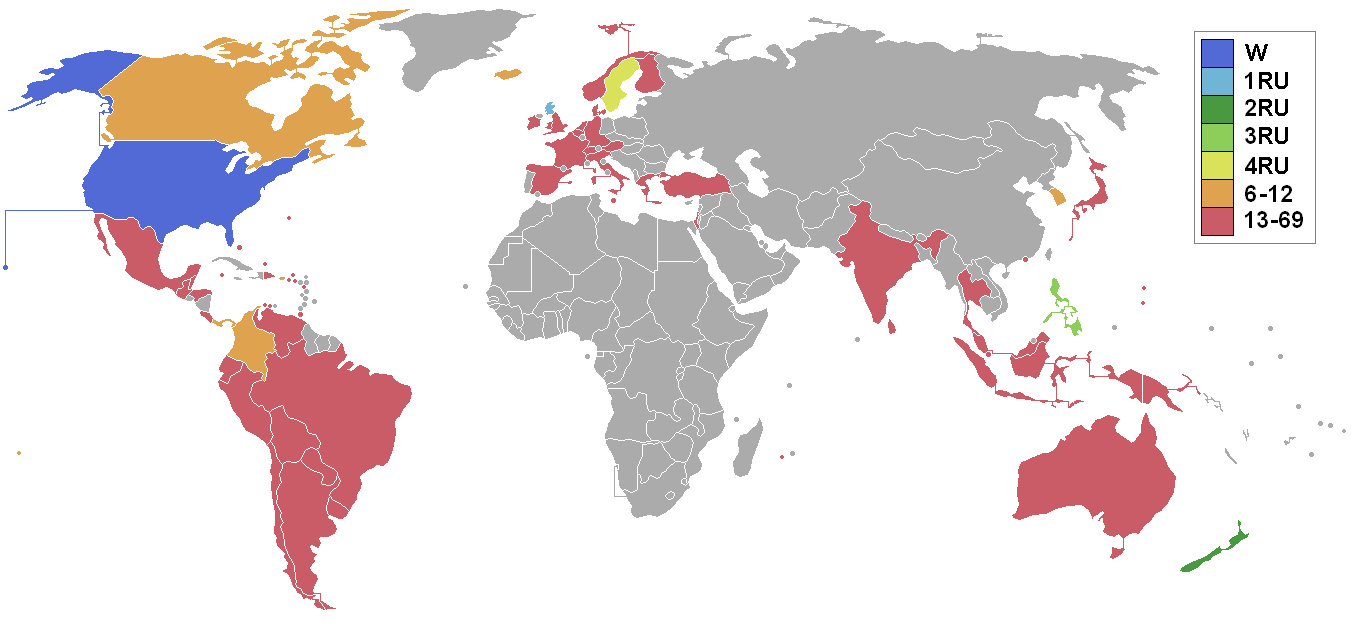
Страны-участницы конкурса «Мисс Вселенная» — 1980 года

### Места
| Место               | Участница |
| ------------------- | --- |
| Мисс Вселенная 1980 | - США — Шон Уэтерли |
| 1-я Вице-мисс       | - Шотландия — Линда Галлахер |
| 2-я Вице-мисс       | - Новая Зеландия — Диана Ноттл |
| 3-я Вице-мисс       | - Филиппины — Чат Силаян † |
| 4-я Вице-мисс       | - Швеция — Ева Биргитта Андерссон |
| Топ-12              | - Канада — Тереза Маккей - Пуэрто-Рико — Агнес Корреа - Исландия — Гудбьёрг Сигурдардоттир - Республика Корея — Кхим Ын Чунъ - Колумбия — Мария Арбелаэс - Панама — Глория Караманьитес - Французская Полинезия — Тильда Фуллер |

## Судьи
| - Луис Мария Антон - Макс Босток - Рон Дюгей - Эйлин Форд - Маргарет Гардинер — победительница Мисс Вселенная 1978 - Киёси Хара | - Чон Иль-Юнг - Дон Кингман - Джордж Махарис - О Чи Гьюм - Ричард Раундтри - Полин Филлипс |

### Полуфинальные оценки
| \| Страна \| Средний балл, предварительно \| Интервью \| Купальник \| Вечернее платье \| Полуфинал, средний балл \| \| --------------------- \| ---------------------------- \| ---------- \| ---------- \| --------------- \| ----------------------- \| \| США \| 8.480 (1) \| 8.317 (1) \| 8.718 (1) \| 8.883 (1) \| 8.640 (1) \| \| Новая Зеландия \| 7.885 (2) \| 8.283 (2) \| 8.400 (2) \| 8.400 (3) \| 8.361 (2) \| \| Швеция \| 7.572 (8) \| 8.208 (3) \| 8.250 (4) \| 8.346 (4) \| 8.268 (3) \| \| Филиппины \| 7.662 (5) \| 8.120 (4) \| 8.033 (6) \| 8.433 (2) \| 8.196 (4) \| \| Шотландия \| 7.785 (3) \| 8.036 (5) \| 8.273 (3) \| 8.267 (5) \| 8.192 (5) \| \| Канада \| 7.711 (4) \| 7.992 (6) \| 8.200 (5) \| 8.100 (6) \| 8.097 (6) \| \| Пуэрто-Рико \| 7.598 (7) \| 7.850 (7) \| 7.892 (8) \| 7.867 (10) \| 7.870 (7) \| \| Исландия \| 7.636 (6) \| 7.675 (10) \| 7.942 (7) \| 7.933 (9) \| 7.850 (8) \| \| Республика Корея \| 7.525 (11) \| 7.658 (11) \| 7.750 (10) \| 7.967 (8) \| 7.792 (9) \| \| Колумбия \| 7.531 (10) \| 7.789 (8) \| 7.729 (12) \| 7.842 (11) \| 7.787 (10) \| \| Панама \| 7.514 (12) \| 7.713 (9) \| 7.742 (11) \| 7.825 (12) \| 7.760 (11) \| \| Французская Полинезия \| 7.566 (9) \| 6.957 (12) \| 7.858 (9) \| 8.067 (7) \| 7.627 (12) \| | Победительница 1-я Вице-мисс 2-я Вице-мисс 3-я Вице-мисс 4-я Вице-мисс Топ 12 Полуфиналистки (#) Ранг в каждом туре конкурса |            |            |                 |                         |
| Страна | Средний балл, предварительно                                                                                                 | Интервью   | Купальник  | Вечернее платье | Полуфинал, средний балл |
| США | 8.480 (1) | 8.317 (1)  | 8.718 (1)  | 8.883 (1)       | 8.640 (1)               |
| Новая Зеландия | 7.885 (2) | 8.283 (2)  | 8.400 (2)  | 8.400 (3)       | 8.361 (2)               |
| Швеция | 7.572 (8) | 8.208 (3)  | 8.250 (4)  | 8.346 (4)       | 8.268 (3)               |
| Филиппины | 7.662 (5) | 8.120 (4)  | 8.033 (6)  | 8.433 (2)       | 8.196 (4)               |
| Шотландия | 7.785 (3) | 8.036 (5)  | 8.273 (3)  | 8.267 (5)       | 8.192 (5)               |
| Канада | 7.711 (4) | 7.992 (6)  | 8.200 (5)  | 8.100 (6)       | 8.097 (6)               |
| Пуэрто-Рико | 7.598 (7) | 7.850 (7)  | 7.892 (8)  | 7.867 (10)      | 7.870 (7)               |
| Исландия | 7.636 (6) | 7.675 (10) | 7.942 (7)  | 7.933 (9)       | 7.850 (8)               |
| Республика Корея | 7.525 (11) | 7.658 (11) | 7.750 (10) | 7.967 (8)       | 7.792 (9)               |
| Колумбия | 7.531 (10) | 7.789 (8)  | 7.729 (12) | 7.842 (11)      | 7.787 (10)              |
| Панама | 7.514 (12) | 7.713 (9)  | 7.742 (11) | 7.825 (12)      | 7.760 (11)              |
| Французская Полинезия | 7.566 (9) | 6.957 (12) | 7.858 (9)  | 8.067 (7)       | 7.627 (12)              |

### Специальные награды
| Премия                     | Участница                                                                           |
| -------------------------- | ----------------------------------------------------------------------------------- |
| Лучший национальный костюм | - Индия — Санджита Мотилал Биджлани - Франция — Бриджит Шоке - Япония — Хисаэ Хияма |
| Мисс Конгениальность       | - Острова Кайман — Дилия Девон Уолтер                                               |
| Мисс Фотогеничность        | - Новая Зеландия — Диана Делис Ноттл                                                |

### Топ
| 1. Шотландия 2. Швеция 3. Пуэрто-Рико 4. Новая Зеландия 5. Панама 6. Южная Корея 7. Канада 8. Таити 9. Колумбия 10. США 11. Филиппины 12. Исландия | 1. Швеция 2. США 3. Филиппины 4. Шотландия 5. Новая Зеландия |

## Участницы
| - Аргентина – Сильвия Пьедрабуэна - Аруба – Магали Мадуро - Австралия – Магали Мадуро - Австрия – Изабель Мюллер - Багамские Острова – Дарлин Дэвис - Бельгия – Бригитта Биллен - Британский Гондурас – Эллен Мари Кларк - Бермуды – Джилл Мерфи - Боливия – Кармен Соня Перейра Парада - Бразилия – Эвелин Шретер - Виргинские Острова (Великобритания) – Барбара Стивенс - Канада – Тереза Линн Маккей - Острова Кайман – Дилия Девон Уолтер - Чили – Мария Габриэла Кампусано Пуэльма - Колумбия – Мария Патрисия Арбелаэс - Коста-Рика – Барбара Эрреро - Кюрасао – Хассана Хамуд - Дания – Джейн Билл - Доминиканская Республика – Милагрос Герман - Эквадор – Вероника Ривас - Англия – Джули Дакворт - Финляндия – Сирпа Вильямаа - Франция – Бриджит Шоке - ФРГ – Катрин Глотцль - Греция – Рула Канеллапулу - Гваделупа – Элиди де Гаж - Гуам – Кимберли Сантос - Гватемала – Лизабет Ивет Мартинес Ноак - Нидерланды – Карин Гуйер - Гондурас – Этельвина Раудалес Веласкес - Гонконг – Ванда Тай - Исландия – Гудбьёрг Сигурдардоттир - Индия – Санджита Мотилал Биджлани - Индонезия – Энди Риваяте - Ирландия – Мора Макменамим | - Израиль – Илана Шошан - Италия – Лоредана Дель Санто - Япония – Хисаэ Хияма - Республика Корея – Кхим Ын Чунъ - Малайзия – Фелиция Йонг - Мальта – Изабель Заммит - Мексика – Ана Патрисия Нуньес Ромеро - Новая Зеландия – Диана Делис Ноттл - Северные Марианские Острова – Ангелина Камачо Чонг - Норвегия – Майкен Нильсен - Панама – Глория Караманьитес - Папуа — Новая Гвинея – Миспа Олвин - Парагвай – Марта Галли - Перу – Марияльче Рамис - Филиппины – Мария Росарио Ривера Силаян † - Пуэрто-Рико – Агнес Танон Корреа - Реюньон – Мари Жозеф Хоаро - Синт-Мартен – Люси Мари Давич - Шотландия – Линда Галлахер - Сингапур – Энн Чуа Ай Чу - Испания – Иоланда Хойос - Шри-Ланка – Гиацинт Курукуласурия - Швеция – Ева Биргитта Андерссон - Швейцария – Маргрит Килхоер - Французская Полинезия – Тильда Рейна Фуллер - Таиланд – Артитайя Промкул - Тринидад и Тобаго – Алтея Рокэ - Турция – Хейекан Гокоглу - Теркс и Кайкос – Констанс Лайтборн - Уругвай – Беатрис Антуньес - США – Шон Уэтерли - Виргинские Острова (США) – Дебора Марденборо - Венесуэла – Майе Брандт † - Уэльс – Ким Эшфилд |